# Проводник (фильм, 1987)
«Проводни́к» или «Следопы́т» (северносаам. Ofelaš, норв. Veiviseren) — норвежский историко-приключенческий художественный фильм, поставленный режиссёром и сценаристом Нильсом Гаупом и вышедший на экраны в 1987 году. Сюжет фильма основан на древней саамской легенде о мальчике, заманившем врагов в горное ущелье, где их погребла под собой снежная лавина. Это первый полнометражный фильм, снятый на одном из саамских языков — северносаамском.
Фильм снимался в Лапландии. Главные роли в фильме исполнили Миккель Гауп, Ингвальд Гутторм и Нильс Утси. Нильс-Аслак Валькеапяя исполнил в этом фильме одну из ролей и написал музыку к фильму вместе с Четилом Бьеркестрандом и Мариусом Мюллером.
Фильм был выдвинут на «Оскар» в номинации «Лучший фильм на иностранном языке».

## Сюжет
Действие фильма происходит в Лапландии, предположительно в XIII столетии.
Племена охотников-саамов живут отдельными стойбищами, занимаясь охотой и разведением оленей.
16-летний Айгин становится свидетелем того, как враждебный народ чудь уничтожил всю его семью — мать, отца и маленькую сестру. Сам он ранен в руку арбалетным болтом. Айгин отправляется в соседнее стойбище, чтобы предупредить его жителей об опасности.
В то же время, люди из стойбища из-за угрозы голода, решаются охотиться на медведя. Шаман, или проводник, как его называют люди, убивает медведя. Но теперь он должен несколько дней прятаться от людей. Увидеть его теперь плохой знак. И все же его приходится позвать, чтобы обработать рану Айгина.
Саамы охотники, а не воины как чудь, поэтому они должны спрятаться, таково решение племени. Они решают уйти в другое место, но Айгин хочет сражаться, а не убегать. Айгин все равно остаётся в стойбище. Ночью к нему является шаман и говорит, что он должен идти к остальным. Вскоре самые смелые охотники возвращаются, чтобы сразиться с захватчиками. Когда приходит чудь, охотникам селения не удаётся сдержать атаку неприятеля и они погибают. Шаман опять говорит Айгину, что он должен идти к остальным и отдаёт ему свой бубен. Захватчики, схватив шамана, начинают пытать его, чтобы он согласился отвести их к спрятавшимся. Видя это, Айгин вызывается сам их провести.
Но у юноши созревает план: завести врагов в непроходимое горное ущелье, вызвать лавину и похоронить их всех под горой снега. Осуществив своё намерение, Айгин спасает соплеменников от смерти, завоевав у них непререкаемый авторитет — теперь он новый проводник.

## В ролях
- Миккель Гауп — Айгин
- Ингвальд Гутторм — отец Айгина
- Нильс Утси — Расте Ноайди
- Свейн Шарффенберг — предводитель чудов
- Хельги Скуласон — чудин со шрамом
- Хенрик Бульё — Доракас
- Нильс-Аслак Валькеапяя — Сиида-Исит

## Историческая достоверность
Уже в процессе работы над фильмом режиссёр и сценарист Нильс Гауп заявлял[где?], что не собирается придерживаться каких-то исторических реалий, поскольку сюжет основан на народной легенде. Тем не менее, в киноафишах 1986 года и публикациях в прессе[какой?] утверждалось, что описанные события происходили якобы «около тысячи лет назад», то есть примерно в X веке.
Считается, что под названием «чудь» в преданиях саамов фигурируют не скандинавы, а финны. В Древней Руси «чудью» называли эстов и представителей других финно-угорских народов.
Однако наличие у «чуди» роговых арбалетов, а также сведения некоторых исторических источников предполагают, что действие происходит в более позднюю эпоху. Из сообщений шведских хроник и русских летописей известно, что финны и эсты стали совершать набеги на скандинавские города и саамские поселения, располагавшиеся на побережье Ботнического залива, не ранее XII века. Под 1271 годом в хрониках упоминается также опустошительный набег финского племени квенов на северную норвежскую провинцию Холугаланд, издавно населённую саамами.
Бытовые подробности жизни саамов (лапландцев) в целом соответствуют имеющимся археологическим и этнографическим данным.

## Награды и номинации
- 1988 — номинация на премию «Оскар» за лучший фильм на иностранном языке.
- 1988 — премия «Аманда» за лучший норвежский фильм.
- 1988 — две номинации на премию Европейской киноакадемии: лучший молодёжный фильм, лучший актёр второго плана (Хельги Скуласон).
- 1988 — специальное упоминание на Каталонском кинофестивале.
- 1989 — премия Sutherland Trophy Британского института кино.

## Производство
Фильм снимался в Лапландии в суровых условиях — температура доходила до −47 °C. Это было серьёзным испытанием для людей и кинокамер. Группа каскадёров отказалась сниматься при таких условиях, и её сменила команда, работавшая на съёмках фильма о Джеймсе Бонде «Вид на убийство».

## Другие названия
- Veiviseren
- Vägvisaren
- Tiennäyttäjä
- Проводник, Следопыт, Обрыв
- , ,  Pathfinder
- Rache des Fährtensuchers
- Le passeur
- L' Arciere di ghiaccio
- El Guía del desfiladero
- Without Warning
- O Guia da Montanha